# Frankie Carbo
Paolo Giovanni Carbo, noto come Frankie Carbo (New York, 10 agosto 1904 – Miami Beach, 9 novembre 1976), è stato un mafioso statunitense, potente membro della mafia italo-americana, esponente della Famiglia Lucchese di New York.
Ha controllato per oltre un ventennio la boxe statunitense. È stato anche uno dei più spietati killer della Murder, Inc.

## Biografia

### I primi anni
Paolo Giovanni Carbo nasce il 10 agosto 1904 a New York, nel violentissimo quartiere del Lower East Side, da genitori emigrati da Agrigento. Ad appena undici anni fu recluso in un riformatorio di New York per giovani delinquenti. Nei dieci anni a seguire Carbo entrerà ed uscirà di galera, per diversi reati come aggressione, furto e rapine. Proprio in questo periodo Carbo venne arrestato per l'omicidio di un tassista che si era rifiutato di pagare la protezione. Durante il processo si proclamò non colpevole e sostenne di aver ucciso l'uomo per difesa personale. Alla fine si proclamò colpevole in cambio di una riduzione di pena: fu condannato a quattro anni, ma dopo 20 mesi fu scarcerato.

### Il Proibizionismo
Durante il periodo del Proibizionismo, Carbo, soprannominato The Gray, venne affiliato nella Mafia diventando un uomo d'onore della Famiglia Gagliano, successivamente chiamata Famiglia Lucchese, con il ruolo di soldato; fu inquisito 17 volte per alcuni gravissimi reati, tra i quali 5 omicidi. Nel 1931, per fare un favore alla Famiglia di Philadelphia, gli venne commissionato l'omicidio di Mickey Duffy, un gangster irlandese rivale.

### Record di Omicidi
Sempre negli anni '30 fu accusato degli omicidi dei contrabbandieri Waxey Gordon e Max Askell; quindi fu arrestato e detenuto in prigione per circa sei mesi, ma le autorità lo rilasciarono per il rifiuto dei testimoni di accusarlo. Nel 1939 Carbo fu il primo sospettato dell'omicidio di Harry Greenberg, avvenuto in California; per questo omicidio l'ex-killer ebreo della Murder, Inc. Abe kid twist Reeles accettò di testimoniare contro Carbo e contro Lepke Buckalter capo della Murder, Inc. Tuttavia prima dell'inizio del processo Reeles fu assassinato con l'aiuto dei poliziotti corrotti che in teoria lo dovevano proteggere. Reeles fu gettato dalla finestra del quinto piano di un albergo di Coney Island dove alloggiava. Il caso fu archiviato come suicidio e così le accuse su Frank Carbo e i suoi complici caddero.

### Problemi legali
Negli anni '40 Carbo diventa un manager di importanti pugili e organizzatore di importanti incontri di boxe per conto di Cosa nostra statunitense. Corrompe progressivamente il mondo del pugilato negli Stati Uniti truccando centinaia di incontri e controllando il mondo delle scommesse legali e clandestine.
Carbo fu sospettato di avere ucciso anche il famoso Bugsy Siegel, imprenditore e gangster di Las Vegas, assassinato nel 1947, nella sua villa di Beverly Hills, a Los Angeles. Alla vicenda fu dedicato il film Bugsy, interpretato dall'attore americano Warren Beatty. Sotto il controllo di Carbo finiscono anche campioni del mondo come Jake La Motta e Sonny Liston.
Nel 1961 Carbo fu arrestato assieme al suo collaboratore e complice Frank "Blinky" Palermo, e successivamente condannato a 25 anni di reclusione, grazie alla testimonianza dell'ex pugile e organizzatore di boxe, Jack Leonard, che ebbe il coraggio di denunciare i loro metodi criminali. Il processo ebbe grande eco: l'accusa fu sostenuta dal procuratore generale Robert Kennedy; Carbo e Palermo furono ritenuti colpevoli di estorsione e condannati a 25 anni di reclusione.
Nonostante la reclusione, Carbo continuò ad esercitare la sua influenza sulla boxe: una sua società, la Intercontinental Promotions, gestì nel 1964 e 1965 i due discussi incontri per il titolo mondiale dei pesi massimi tra Sonny Liston e Cassius Clay, alias Muhammad Alì.
Carbo scontò la sua pena nel McNeil Island Correction Institution nello Stato di Washington. Più tardi fu trasferito al Marion Federal Prison, nello Stato dell'Illinois. Scarcerato per motivi di salute, Paolo Giovanni Carbo morì a Miami Beach in Florida il 9 novembre 1976.